# Bradycellus
Bradycellus es un  género de coleópteros adéfagos de la familia Carabidae.
Hay 130 especies de distribución mundial.

## Especies
Comprende las siguientes especies:
- Bradycellus alticola Britton, 1948
- Bradycellus anchomenoides Bates, 1873
- Bradycellus angulicollis Jaeger, 1995
- Bradycellus ardelio (Casey, 1914)
- Bradycellus aridus (Casey, 1914)
- Bradycellus assingi Wrase & Jaeger, 1996
- Bradycellus atrimedeus (Say, 1823)
- Bradycellus badipennis (Haldeman, 1843)
- Bradycellus bartschi Wrase, 1998
- Bradycellus bicolor Jaeger, 1998
- Bradycellus brevitarsis Normand, 1946
- Bradycellus californicus (Leconte, 1857)
- Bradycellus carolinensis (Casey, 1924)
- Bradycellus caucasicus Chaudoir, 1846
- Bradycellus chavesi Alluaud, 1919
- Bradycellus chinensis Jedlicka, 1953
- Bradycellus conformis (Fall, 1905)
- Bradycellus confusus Jaeger & Wrase, 1994
- Bradycellus congener (Leconte, 1848)
- Bradycellus crassicerus N. Ito, 1985
- Bradycellus csikii Laezo, 1912
- Bradycellus curtulus Motschulsky, 1860
- Bradycellus decorus (Casey, 1914)
- Bradycellus discipulus (Casey, 1914)
- Bradycellus discrepans Jaeger, 1995
- Bradycellus distinctus (Dejean, 1829)
- Bradycellus elongatus Motschulsky, 1860
- Bradycellus excultus Wollaston, 1854
- Bradycellus exstans (Casey, 1914)
- Bradycellus festinans (Casey, 1914)
- Bradycellus fimbriatus Bates, 1873
- Bradycellus ganglbaueri Apfelbeck, 1904
- Bradycellus georgei Lindroth, 1968
- Bradycellus glabratulus Lafer, 1989
- Bradycellus glabratus Reitter, 1894
- Bradycellus grandiceps Bates, 1873
- Bradycellus harpalinus (Audinet-Serville, 1821)
- Bradycellus heinzi Jaeger, 1990
- Bradycellus humboldtianus (Casey, 1924)
- Bradycellus insulsus (Casey, 1914)
- Bradycellus jaegeri Morita, 1997
- Bradycellus kataevi Jaeger & Wrase, 1994
- Bradycellus kirbyi (G.Horn, 1883)
- Bradycellus klapperichi Jaeger & Wrase, 1994
- Bradycellus koltzei Reitter, 1900
- Bradycellus laeticolor Bates, 1873
- Bradycellus laevicollis Poppius, 1908
- Bradycellus larvatus (Casey, 1914)
- Bradycellus lecontei Csiki, 1932
- Bradycellus lineatus (Casey, 1914)
- Bradycellus lugubris (Leconte, 1848)
- Bradycellus lusitanicus Dejean, 1829
- Bradycellus lustrellus (Casey, 1914)
- Bradycellus maderensis Mateu, 1958
- Bradycellus mons Habu, 1975
- Bradycellus montanus (Casey, 1914)
- Bradycellus nebulosus Leconte, 1853
- Bradycellus neglectus (Leconte, 1848)
- Bradycellus nepalensis Jaeger & N. Ito, 1995
- Bradycellus nigerrimus Lindroth, 1968
- Bradycellus nigriceps Leconte, 1868
- Bradycellus nigrinus (Dejean, 1829)
- Bradycellus nipponennis Jaeger & Wrase, 1994
- Bradycellus nubifer Leconte, 1858 Usa
- Bradycellus otini Antoine, 1959
- Bradycellus ovalipennis Jaeger, 1996
- Bradycellus picipes (Casey, 1914) Us
- Bradycellus plutenkoi Lafer, 1989
- Bradycellus provoensis (Casey, 1914)
- Bradycellus puncticollis (Casey, 1914)
- Bradycellus purgatus (Casey, 1914)
- Bradycellus rivalis Leconte, 1858
- Bradycellus ruficollis Stephens, 1828
- Bradycellus rupestris (Say, 1823)
- Bradycellus saitoi Morita, 1997
- Bradycellus schaubergeri Jaeger, 1995
- Bradycellus schuelkei Jaeger & Wrase, 1996
- Bradycellus secundus Wrase, 1998
- Bradycellus sejunctus (Casey, 1914)
- Bradycellus semipubescens
- Bradycellus sharpi Joy, 1912
- Bradycellus socors (Casey, 1914)
- Bradycellus suavis (Casey, 1914)
- Bradycellus subcordatus Chaudoir, 1868
- Bradycellus subditus Lewis, 1879
- Bradycellus supplex (Casey, 1914)
- Bradycellus symetricus (Motschulsky, 1850)
- Bradycellus tantillus (Dejean, 1829)
- Bradycellus ventricosus Wollaston, 1864
- Bradycellus verbasci Duftschmid, 1812
- Bradycellus veronianus (Casey, 1924)
- Bradycellus wollastoni Wrase & Jaeger, 1996
- Bradycellus yuloagshanus Jaeger, 1996
- Bradycellus yunnanus Jedlicka, 1931
- Bradycellus yushanensis N. Ito, 1985